# António Assunção
António José Dias Assunção (Paços de Ferreira, Paços de Ferreira, 29 de Agosto de 1945 - Nova Iorque, 20 de Agosto de 1998) foi um ator português. 

## Biografia
António Assunção nasceu em Paços de Ferreira e estreou-se como ator no Teatro Experimental do Porto, com apenas dezanove anos, com a peça “O Avançado Centro Morreu ao Amanhecer” de Guzani, seguido de “Desperta e Canta” de Clifford Odets e de “O Barbeiro de Sevilha” de Beaumarchais. Um ano depois, em 1966, viajou para Paris, onde cumpriu um exílio de oito anos, escapando assim à Guerra Colonial. Na capital francesa conheceu o ator e encenador Carlos César. Graças a ele, integrou espetáculos que incomodaram seriamente os governos de Salazar e Marcelo Caetano, como “A Exceção e a Regra”, “Felizmente Há Luar” ou “O Grande Fantoche Lusitano”.

## Televisão
- Caldo de Pedra RTP 1978 'Frade peregrino'
- Zé Gato RTP 1979 'Duarte'
- Tragédia da Rua das Flores RTP 1981 'Dâmaso'
- Duarte e Companhia RTP 1985/1989 'Tó'
- A Morgadina dos Canaviais RTP 1989
- O Beijo de Judas RTP 1992
- O Bando dos Quatro RTP 1992/1993 'Ricardo'
- Sozinhos em Casa RTP 1993/1994 'Nunes'
- Verão Quente RTP 1993/1994 'Carlos (Carlinhos)'
- Na Paz dos Anjos RTP 1994 'António Miraldino'
- Trapos e Companhia TVI 1994/1995 'Francisco Cunha'
- Os Imparáveis RTP 1996/1997 'Adelino'
- Filhos do Vento RTP 1997 'Reinaldo'
- Ballet Rose RTP 1997 'Juiz Conselheiro'

## Filmografia
- A Vida É Bela?! (1982)

## Morte
Alguns dias antes da sua morte, António Assunção, viajou para a Broadway. Num momento de emoção, António, sofreu uma paragem cardíaca e caiu desamparado. Os serviços de emergência chegaram pouco tempo depois para o tentarem salvar, mas de nada adiantou. Faleceu no dia 20 de Agosto de 1998 em Nova Iorque de ataque cardíaco.